# Larix potaninii
Die Chinesische Lärche (Larix potaninii) ist ein Nadelbaum aus der Gattung der Lärchen. Sie fällt besonders durch ihre Zapfen mit weit herausragenden Deckschuppen auf. Das Verbreitungsgebiet der Art liegt in China und Nepal.

## Beschreibung
Larix potaninii bildet 40 bis 50 Meter hohe Bäume mit Brusthöhendurchmesser von 1 bis 1,5 Metern. Der Stamm ist gerade oder gebogen, die Stammborke rau und schuppig, grau und in den Rissen dunkelbraun. Die Baumkrone ist breit konisch oder kuppelförmig. Die Hauptäste sind lang, aufrecht oder waagrecht stehend und an den Enden leicht hängend. Die Nebenäste sind dünn und hängend. Die Zweige sind dünn und fest und werden später lang, biegsam und hängend. Die Rinde der Zweige ist anfangs tief rotbraun oder gelblich orange mit grauen Rillen, sie wird später grau und kahl oder vereinzelt in den Rillen behaart. Kurztriebe sind klein und zylindrisch, sie werden 3 bis 5 Millimeter lang und haben Durchmesser von 3 bis 8 Millimeter. Die Blattknospen sind eiförmig bis rundlich, 3 Millimeter lang mit einem Durchmesser von 2,5 Millimeter und harzig. Die Knospenschuppen sind stumpf dreieckig und dunkel rotbraun.

### Nadeln
Etwa 20 bis 40 Nadeln wachsen in Scheinwirteln dicht und spiralig an Kurztrieben. Die Nadeln sind weich, 1,2 bis 3,5 Zentimeter lang und etwa 1 Millimeter breit, schmal linealisch, oberhalb der Mitte am breitesten mit mehr oder weniger dreieckigem Querschnitt. Die Unterseite ist gekielt, die Spitze stumpf. Die Nadeloberseite zeigt mehrere schwache Spaltöffnungsstreifen, die Unterseite zwei enge Spaltöffnungsbänder. Die Nadeln sind hellgrün und färben sich im Herbst gelb.

### Zapfen und Samen
Die Pollenzapfen sind gelb, etwa 10 Millimeter lang und stehen an den Enden von Kurztrieben. Die Samenzapfen stehen aufrecht an den Enden von Kurztrieben hängender Äste. Sie sind zylindrisch oder elliptisch mit stumpfer Spitze. Sie werden 3 bis 5 Zentimeter lang, selten ab 2,5 bis 9 Zentimeter, und haben mit geöffneten Schuppen Durchmesser von 1,5 bis 2,5 Zentimeter, selten bis 3,5 Zentimeter. Unreife Samenzapfen sind violett mit rötlichen Deckschuppen, reife Zapfen sind dunkelbraun mit rötlich-schwarzen Deckschuppen. Je Zapfen werden 35 bis 65, selten bis 80 Samenschuppen an kurzen Stielen gebildet, die in der Zapfenmitte 9 bis 13 Millimeter lang und 9 bis 12 Millimeter breit sind. Sie sind glatt oder gefurcht und unbehaart. Der äußere Bereich der Schuppen ist ganzrandig oder unregelmäßig gezähnt mit runder oder gestutzter Spitze und nicht gebogen. Die Deckschuppen sind hervorstehend, breit zungenförmig-lanzettlich mit spitzem bis stachelspitzigem Ende. Sie sind 12 bis 22 Millimeter lang und 4 bis 5 Millimeter breit, von dunkelroter bis schwärzlicher Farbe mit etwas hellerer Mittelrippe. Die Samen sind dreieckig-eiförmig, etwas abgeflacht, 3 Millimeter lang und 2,5 Millimeter breit, blass braun mit dunklen Flecken. Sie bilden 6 bis 8 Millimeter lange und 4 bis 5 Millimeter breite, verkehrt eiförmige, braune Flügel mit einer leichten Rotfärbung.

### Chromosomenzahl
Die Chromosomenzahl beträgt 2n = 24.

## Verbreitung und Ökologie

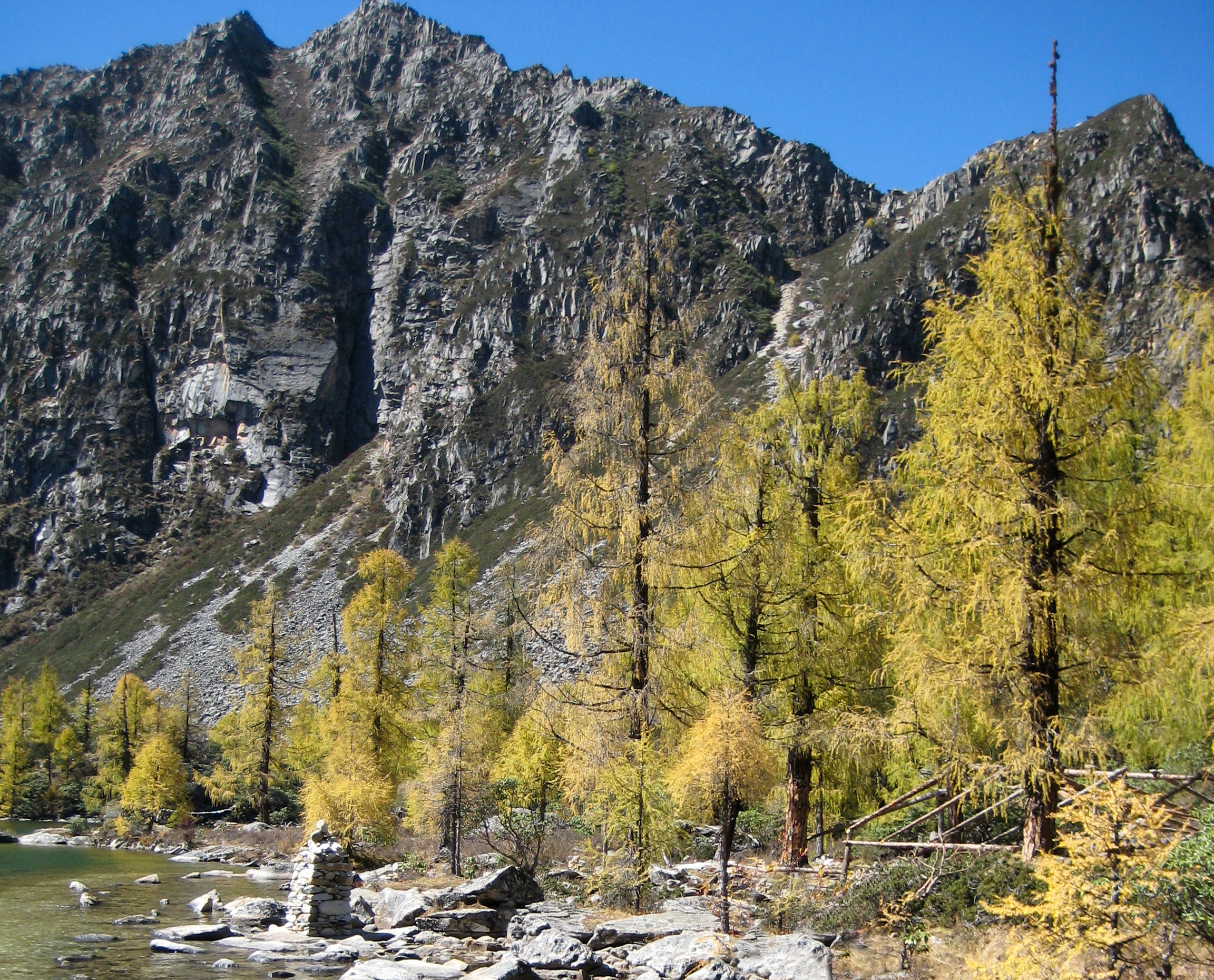
Larix potaninii in Herbstfärbung (Sichuan)

Das Verbreitungsgebiet der Chinesischen Lärche liegt in Nepal und China. In China findet man sie im Süden von Gansu und Shaanxi, im Westen von Sichuan, im Nordwesten von Yunnan und im Osten und Süden des Tibet. Die Art wächst im Hochgebirge in Höhen von 2350 bis 4300 Metern auf sauren Böden. Das Klima ist kalt, die Jahresniederschläge reichen von 800 bis 2000 Millimeter. In hohen Lagen wächst sie häufig in Reinbeständen mit dem Beschuppten Wacholder (Juniperus squamata) im Unterholz. In tieferen Lagen findet man sie zusammen mit verschiedenen Tannen- und Fichtenarten, mit der Himalaya-Hemlocktanne (Tsuga dumosa), der Chinesischen Hemlocktanne (Tsuga chinensis) und mit Vertretern der Eiben (Taxus) und Kopfeiben (Cephalotaxus).
In der Roten Liste der IUCN wird Larix potaninii als nicht gefährdet („Lower Risk/least concern“) geführt. Die Varietät Larix potaninii var. himalaica wird als gefährdet (vulnerable) eingestuft. Es wird für beide Angaben darauf hingewiesen, dass eine neuerliche Überprüfung der Gefährdung nötig ist.

## Systematik und Forschungsgeschichte
Die Chinesische Lärche (Larix potaninii) ist eine Art aus der Gattung der Lärchen (Larix). Farjon unterscheidet vier Varietäten:
- Larix potaninii var. potaninii: Mit 3,5 bis 5,5 langen Samenzapfen die bei geöffneten Deckschuppen einen Durchmesser von 1,5 bis 3 Zentimeter erreichen. Je Zapfen werden 35 bis 65 Samenschuppen gebildet. Das Verbreitungsgebiet liegt im Süden von Gansu und Shaanxi, im Westen von Sichuan, Nordwesten von Yunnan und im Osttibet.[3]
- Larix potaninii var. australis A.Henry ex Hand.-Mazz. (Syn.: Larix potaninii var. macrocarpa Y.W.Law): Mit 5 bis 8 selten auch bis 9 Zentimeter langen Samenzapfen, die Durchmesser von 2,5 bis 3,5 Zentimeter erreichen. Je Zapfen werden 50 bis 80 Samenschuppen gebildet. Das Verbreitungsgebiet der Varietät liegt im Südwesten von Sichuan und im Nordwesten von Yunnan.[8]
- Chinesische Lärche (Larix potaninii var. chinensis L.K.Fu & Nan Li): Mit 3 bis 4 Millimeter durchmessenden und dicht gelb behaarten Kurztrieben. Die Samenzapfen werden 2,5 bis 5 Zentimeter lang und haben geöffnet Durchmesser von 1,5 bis 2,8 Zentimeter. Die Unterseite der Samenschuppen ist gefurcht. Das Verbreitungsgebiet der Varietät liegt im Süden von Shaanxi am Taibai Shan (Qin Ling).[3]
- Himalaya-Lärche (Larix potaninii var. himalaica (W.C. Cheng & L.K. Fu) Farjon & Silba): Mit maximal 6,5 Zentimeter langen Samenzapfen, die stachelspitzig zugespitzte Deckschuppen haben. Junge Zweige sind gelblich orangefarben. Diese Varietät wird in der Flora of China als eigene Art (Larix himalaica W.C.Cheng & L.K.Fu) geführt[9], doch sind die morphologischen Unterschiede eher quantitativ und die Übergänge zwischen den Varietäten fließend. Außerdem zeigen die Vertreter auch die für Larix potaninii typischen aufrecht stehenden Deckschuppen. Das Verbreitungsgebiet liegt in Nepal und im Tibet. Sichere Vorkommen gibt es nur in einigen Tälern im Gebiet um den Mount Everest, so im Tibet im Chomolungma National Park.[3][8]

Nach dem Germplasm Resources Information Network (GRIN) wird neben den Varietäten potaninii, chinensis und himalaica als vierte Varietät Larix potaninii var. australis unterschieden, deren Verbreitungsgebiet in Sichuan, Yunnan und Tibet liegt. Diese Varietät wird von Farjon nicht anerkannt, er zählt ihre Vertreter zur Varietät potaninii. Die Flora of China unterscheidet drei Varietäten potaninii, australis und chinensis.
Das Artepitheton potaninii erinnert an den russischen Botaniker Grigori Nikolajewitsch Potanin, der um 1880 durch das westliche China reiste und Pflanzen sammelte.

## Verwendung
Die Chinesische Lärche wird in den westlichen Gebirgen von China als wichtiger Holzlieferant genutzt. Das Holz ist widerstandsfähig und wird als Konstruktionsholz, im Bergbau und für Eisenbahnschwellen verwendet, aber auch für Furniere und in der Papierindustrie. Außerhalb von China wird sie nur selten gepflanzt, obwohl ihre Zapfen mit den vorstehenden und nach oben gerichteten Deckschuppen einen hohen Zierwert haben. Die Rinde enthält Tannine.

## Nachweise